# Championnat d'Europe de patinage artistique 1909
Navigation
Édition précédente Édition suivante
Le championnat d'Europe de patinage artistique 1909 a lieu du 23 au 24 janvier 1909 à la patinoire extérieure du parc Városliget de Budapest dans l'empire d'Autriche-Hongrie.
Le championnat dans la capitale hongroise a lieu les mêmes jours et au même endroit que la compétition mondiale des Dames.

## Podium
| Épreuves                      | Or             | Argent        | Bronze     |
| ----------------------------- | -------------- | ------------- | ---------- |
| Messieurs résultats détaillés | Ulrich Salchow | Gilbert Fuchs | Per Thorén |

## Tableau des médailles
| Rang  | Nation    | Or | Argent | Bronze | Total |
| ----- | --------- | -- | ------ | ------ | ----- |
| 1     | Suède     | 1  | 0      | 1      | 2     |
| 2     | Allemagne | 0  | 1      | 0      | 1     |
| Total | Total     | 1  | 1      | 1      | 3     |

## Détails de la compétition Messieurs
| Rang | Nom            | Nation    | Places | Points | Fig. impo. | Prog. libre |
| ---- | -------------- | --------- | ------ | ------ | ---------- | ----------- |
| 1    | Ulrich Salchow | Suède     | 9      |        |            |             |
| 2    | Gilbert Fuchs  | Allemagne | 15     |        |            |             |
| 3    | Per Thorén     | Suède     | 18     |        |            |             |
| 4    | Karl Ollo      | Russie    | 31     |        |            |             |
| 5    | Sándor Urbáry  | Hongrie   | 32     |        |            |             |